# Brasão de armas da Eslovênia

Brasão de armas da República Socialista da Eslovênia

O brasão de armas da Eslovênia (português brasileiro) ou Eslovénia (português europeu) consiste num escudo azul com borda vermelha sobre o qual existe um estilizado monte branco, o Triglav. Sob o Triglav existem duas linhas dobradas que representam os mares e rios, e acima do Triglav existem três estrelas de seis pontas formando um triângulo. As estrelas são extraídas do brasão de armas dos Condes de Celje.

## História
O mar e o monte Triglav apareceu também no brasão de armas da República Socialista da Eslovênia, uma das seis repúblicas constituintes da República Socialista Federativa da Jugoslávia. O antigo brasão de armas foi arredondado por trigo e mostrava uma estrela vermelha na parte superior. O novo brasão de armas, em seguida, foi desenhado por Marko Pogačnik.

## Estatuto legal
Como uma obra de arte, publicada no jornal oficial Official Gazette, o brasão nacional da Eslovênia é considerado uma obra oficial e está de acordo com o Artigo 9 da Lei Eslovena de Direitos Autorais e Direitos Conexos, não protegida pelos direitos autorais. Seu uso é regulamentado pela Lei que Regulamenta o Brasão, Bandeira e Hino da República da Eslovênia e a Bandeira da Nação Eslovena, publicada no Official Gazette em 1994.

## Crítica
O brasão de armas da República da Eslovênia foi criticado pelo arauto Aleksander Hribovšek como heraldicamente carente de uma série de pontos de vista. Por exemplo, ele afirmou que não tem brasão oficial, e sua forma de escudo não é reconhecida heraldicamente. Monte Triglav e o mar são representados incorretamente, e ele criticou a escolha de Triglav como um símbolo.